# Le Markstein
Le Markstein [lə maʁkʃtain] est un sommet du massif des Vosges, face à l'agglomération mulhousienne, qui est relié par la vallée du Florival à la vallée de la Thur. Compris entre 1 040 et 1 265 m d'altitude sur le passage de la route des Crêtes, il forme un ensemble de ski de fond avec le site du Breitfirst et la haute route nordique, à péage, le reliant également au Grand Ballon. Il est une station de sports d'hiver, d'été et de détente (luge d'été et parapente) française, La zone est classée Natura 2000.

## Histoire
Le premier téléski du massif des Vosges est installé en 1947 au Jungfrauenkopf par les Ponts et Chaussées.
À l'instigation du journaliste Serge Lang, la station a accueilli à deux reprises une étape de la coupe du monde de ski alpin :
- coupe du monde de 1983 les 11 et 12 février, en remplacement de l'épreuve de Wengen annulée par manque de neige ;
- coupe du monde de 1987 le 14 février.

Elle a aussi été une étape de la coupe du monde de parapente en 1999.
Le Markstein est géré par le Syndicat mixte Markstein — Grand Ballon, (SMMGB) qui administre aussi la petite station du Grand Ballon, distante de quelques kilomètres. La station est classée par le Conseil départemental du Haut-Rhin parmi les quatre sites d’intérêt départemental, priorité des subventions.

## Station de ski

### Pistes
13 pistes de ski alpin en tout comprenant :
- 4 pistes vertes : Grenouillère 1, 2 et 3 ; Liaison
- 4 pistes bleues : Tremplin 1, Bichettes, Steinlebach, Les crêtes, les chaumes.
- 2 pistes rouges : Tremplin 2, Fédérale
- 2 pistes noires : Stade de slalom, Charton

Le stade de slalom a été rénové en 2006.
La fréquentation s'est élevée à 57 411 journées skieurs en 2011/2012.

### Remontées
La station du Markstein possède huit remontées de types téléskis totalisant un moment de puissance de 848 km.sk/h.

## Activités d'été
Une luge sur rails quatre saisons est installée depuis 2014. Le site est également très apprécié des motards français, allemands et suisses du fait de sa position sur la route des Crêtes et de son point de vue, dès lors que les routes sont praticables (avril à novembre en moyenne).
Chaque année festival CirkôMarkstein festival de cirque pour tout public et scolaires, deuxième quinzaine de juin.

## Cyclisme
Le Markstein a accueilli la 9e étape du Tour de France 2014, avec une ascension par le versant est classée en 1re catégorie. Tony Martin l'a passé en tête, échappé seul, pour remporter sa victoire d'étape à Mulhouse. Il fut à nouveau franchi sur la 6e étape du Tour de France 2019 par Tim Wellens. 
Le Markstein fut à l'arrivée de la 7e étape du Tour de France Femmes 2022. Le Markstein fut précédé sur le parcours par l'ascension du col du Grand Ballon. Annemiek van Vleuten remportait l'étape et endossait le maillot jaune.
Il accueille l'arrivée de la 20e étape du Tour de France 2023.
Il faut toutefois noter que le Markstein, se situant au carrefour de plusieurs routes comprenant elles-mêmes des cols (col du Herrenberg au nord-ouest, col du Platzerwasel au nord, col du Grand Ballon…) et ayant un dénivelé faible depuis ces cols voire négatif depuis le col du Grand Ballon, il n'avait auparavant jamais été compté pour le classement des grimpeurs. C’est pourquoi les passages du Tour de France au Markstein sont plus nombreux que ceux cités.
Seuls les versants ouest provenant du lac de Kruth et est depuis Lautenbach comptent pour le classement du maillot à pois.

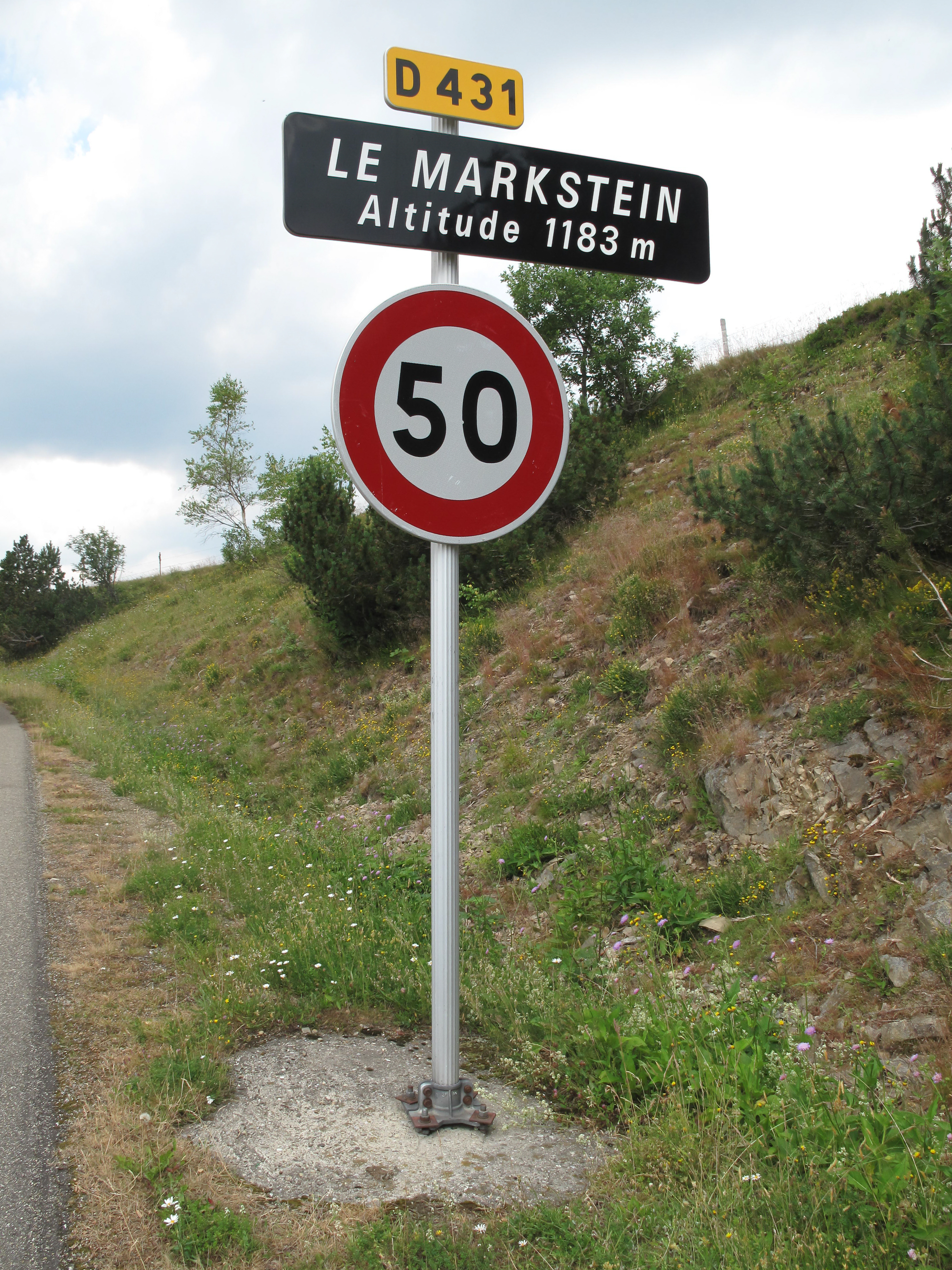
Le col à 1 183 mètres d'altitude.
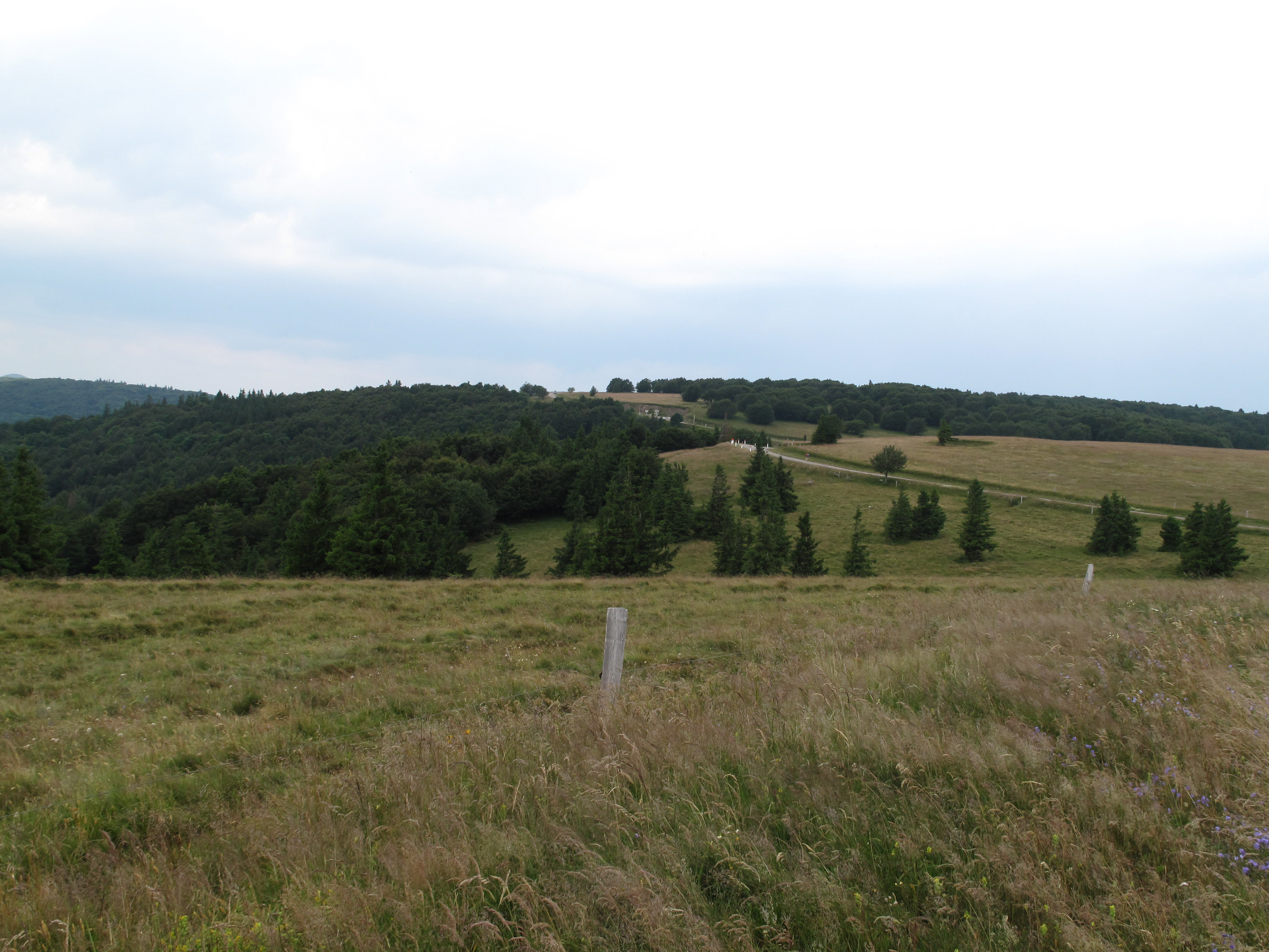
Panorama près du Markstein.
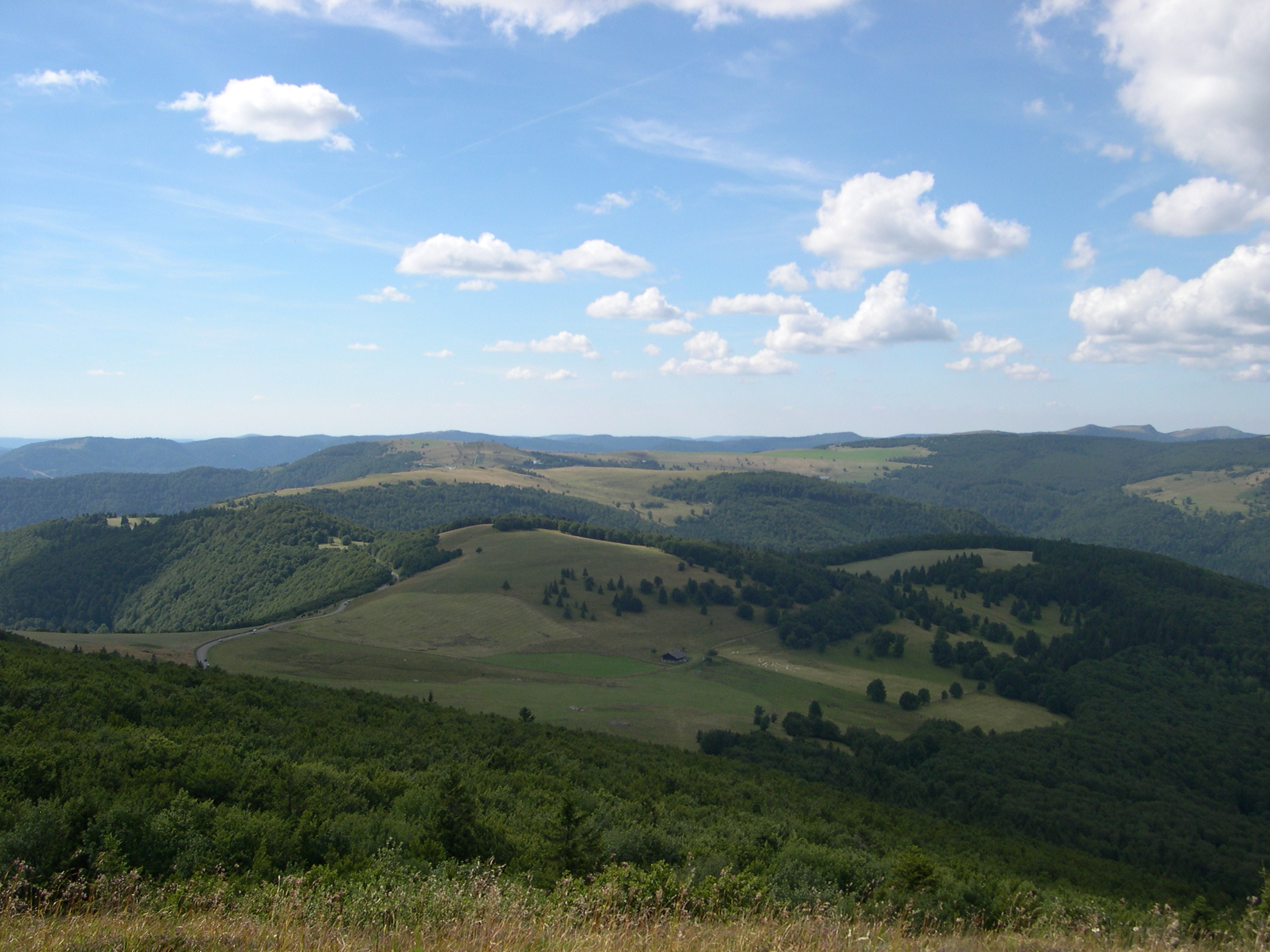
Vue générale depuis le Storkenkopf.
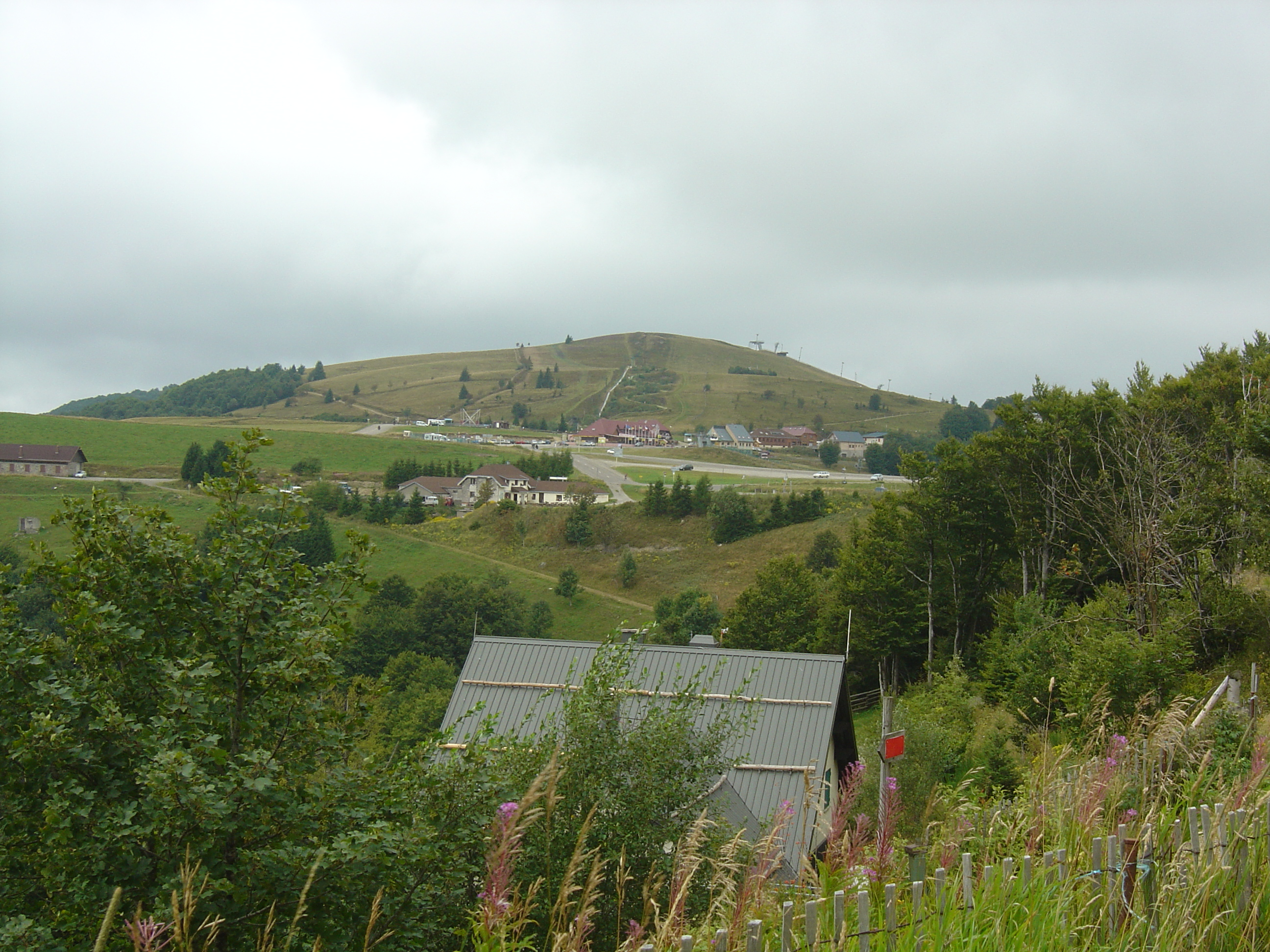
Le Markstein et son carrefour.
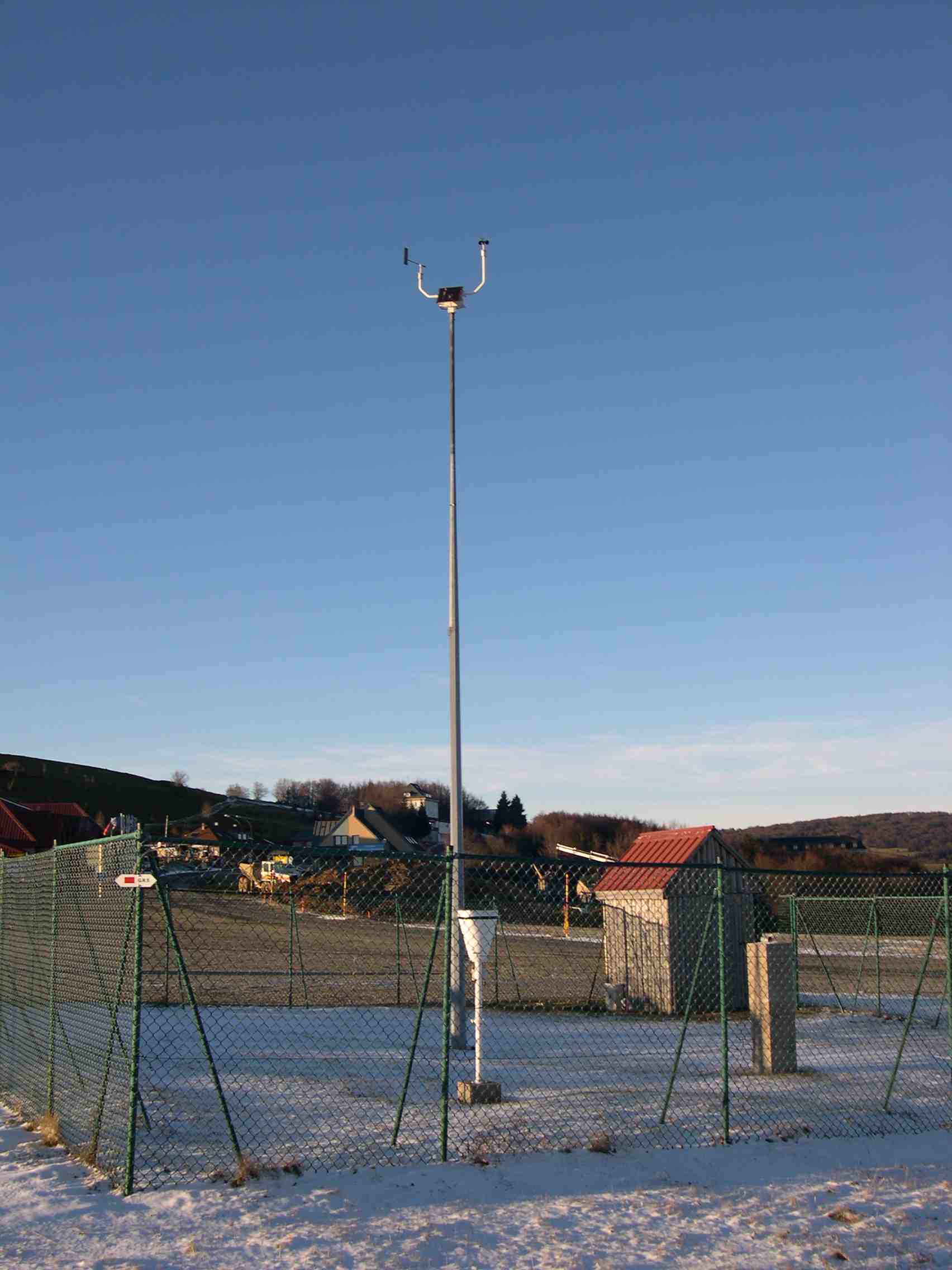
La station météo.